# Río Mayer
Río Mayer är ett vattendrag i Chile, på gränsen till Argentina. Det ligger i den södra delen av landet, 1 700 km söder om huvudstaden Santiago de Chile. Río Mayer ligger vid sjön Lago Cisnes.
Trakten runt Río Mayer är nära nog obefolkad, med mindre än två invånare per kvadratkilometer.